# Всемирная выставка (1925)
Междунаро́дная вы́ставка совреме́нных декорати́вных и промы́шленных иску́сств (фр. Exposition internationale des arts décoratifs et industriels modernes), зачастую называемая Международная выставка декоративного искусства и художественной промышленности — выставка, состоявшаяся с 28 апреля по 25 октября 1925 года в Париже, на которой экспонировались работы из области современного декоративного искусства, архитектуры и дизайна. Национальными разделами на выставке была представлена 21 страна: Австрия, Бельгия, Великобритания, Греция, Дания, Испания, Италия, Китай, Люксембург, Монако, Нидерланды, Польша, СССР, Турция, Финляндия, Франция, Швейцария, Швеция, Чехословакия, Югославия, Япония. Не имевшая национального раздела Латвия, была представлена отдельными экспонентами (награждёнными в нескольких секциях); также участвовали и награждались на выставке экспоненты, представлявшие территории французской юрисдикции: Алжир, Индокитай,  Марокко, Сирию, Тунис. Германия не получила приглашения на выставку по политическим мотивам, США отказались от участия в экспонировании по причине недостаточного уровня американского декоративного искусства и промышленности.
Выставка дала имя течению ар-деко (в результате сокращения слов Arts Décoratifs в названии выставки) в декоративном искусстве первой половины XX века. Участие в выставке СССР было одним из первых актов культурного обмена между СССР и Францией после установления дипломатических отношений между странами 28 октября 1924 года.

## Территория и структура выставки
Экспозиционная территория выставки площадью 23,1 га была сформирована вдоль центральной оси, проходившей от главного входа у Большого дворца (Гран-Пале) через мост Александра III к Дому инвалидов.
Структура размещения экспонентов определялась регламентом выставки так, что каждая из стран-участниц не получала единого замкнутого участка для своего раздела: он был поделён на четыре разнородные группы. Первую группу составляли экспозиции в национальном павильоне, вторую — тематические секции, размещаемые в выделенных стране залах Большого дворца. Экспонатам третьей группы предоставлялись помещения в галереях эспланады Инвалидов. К четвёртой группе относились разнообразные постройки для розничной продажи художественно-промышленных изделий (от крупных павильонов до небольших киосков), возводимые каждой из стран на выделенных участках, располагавшихся на левом берегу Сены в зоне увеселений, аттракционов и кафе.
На правом берегу, двумя линиями вдоль набережной, были выстроены павильоны Франции и зарубежных стран; с восточной стороны их замыкал выход на Площадь Согласия.

## Конкурсная программа и награды
Конкурсная программа Выставки состояла из 37 классов (секций), делившихся на 5 больших групп: I — архитектура (1—6 классы); II — мебель (7—19 классы); III — одежда (20—24 классы); IV — искусство театра, улиц и садов (25—27 классы); V — образование (28—37 классы). Главными наградами были Гран При (Diplômes Grand Prix), вторыми по значению — почетные дипломы (Diplômes d`honneur), затем — золотые, серебряные и бронзовые медали, а также одобрения жюри (Mentions). Работы членов жюри не участвовали в конкурсе, но им могли присуждать Почётные дипломы «вне конкурса».

## Советский раздел

### Подготовка к выставке
Советский раздел, формировавшийся в очень короткие сроки (лишь после установления дипломатических отношений между Францией и СССР) и с минимальным бюджетом, был представлен менее чем в половине секций выставки и не мог конкурировать с разделами преуспевающих европейских стран — на первый план выступало политическое значение участия СССР в международной выставке такого масштаба.
Руководство подготовкой советского раздела было поручено Государственной академии художественных наук и её президенту П. С. Когану, художественный совет возглавила О. Д. Каменева, секретарём выставки работал Б. В. Шапошников. В отборочную комиссию экспозиции советского раздела вошли: Д. П. Штеренберг (председатель), А. М. Родченко (зам. председателя), В. Э. Мориц, Д. Е. Аркин, Н. Д. Бартрам, Г. Б. Якулов, В. А. Никольский, Я. А. Тугенхольд, А. А. Веснин, Н. Н. Пунин, С. Исааков, М. П. Кристи, С. В. Герасимов, П. И. Нерадовский, И. М. Рабинович.
28 ноября 1924 года было определено место под строительство павильона СССР: небольшая площадка рядом с крупными павильонами Италии и Великобритании, предполагавшая компактное сооружение. Конкурс на строительство павильона, определивший главными задачами проекта новизну решения, функциональность и экономичность, — 28 декабря выиграл молодой архитектор К. С. Мельников с проектом лёгкого каркасного двухэтажного здания из дерева и стекла площадью 325 квадратных метров. 19 января 1925 года он выехал в Париж, строительные работы требовалось завершить до 1 апреля.

### Павильон СССР
Спроектированный Мельниковым павильон был за месяц смонтирован девятью мастерами французской фирмы «Плотники Парижа» из частей, предварительно сделанных по чертежам архитектора на местном заводе: строительство, начавшееся 22 февраля под авторским надзором Мельникова, завершилось в конце марта. Конфигурацию прямоугольного в плане здания определял не фасад, а открытая внутренняя диагональ, разрезавшая второй этаж пополам сквозной лестницей-коридором. Нижний этаж павильона образовывало единое «перетекающее» пространство сложной формы; в разделённом на два симметричных блока верхнем — разместились два выставочных зала и служебное помещение. Справа от лестницы возвышалась треугольная в плане мачта, лёгкой решётчатой конструкцией похожая на стойку подъемного крана: она увеличивала визуальный силуэт здания по вертикали, и создавала заметный ориентир рядом с массивными павильонами Италии и Великобритании. Мачта завершалась надписью «СССР».
Пространство лестницы не имело сплошного перекрытия: над ним пересекались два ряда наклонных плит, пропускавших свет и, кроме того, образно выражавших идею единения союзных республик. Цветовое решение павильона — серое, красное и белое — было предложено А. М. Родченко.
Изысканно-простое, неожиданное и на редкость функциональное архитектурное решение советского павильона вызвало множество откликов во французской печати и высокие оценки специалистов:

 «...молодая республика, недавно признанная Францией, сумела сохранить предельную разумность на выставке, где здравый смысл подчас изменяет участникам в угоду тщеславию и самолюбию. На фоне примитивного нагромождения палаток парижской ярмарки и тяжеловесной роскоши выставочных дворцов она преподаёт урок эстетической красоты».— А. Блок, Р. Брокар. Оригинальность советского павильона (1925).
«Павильон Мельникова — это обнажённая конструкция, поставленная в пространстве и обеспечивающая максимум обозрения» — писал искусствовед В. Жорж. «Это единственный павильон на выставке, который стоит смотреть» — отмечал архитектор Ле Корбюзье.
Павильон СССР был торжественно открыт 4 июня 1925 года. Нижнюю его часть занимал отдел национальностей, демонстрировавший многочисленные предметы народного творчества (не вполне вязавшиеся с ультрасовременным стилем здания), один из выставочных залов второго этажа представил отдел книги, организованный Госиздатом, в другом развернул свою экспозицию Госторг. В оформлении интерьеров отдела национальностей и Госторга активно участвовал А. М. Родченко, зал Госиздата оформил театральный художник И. М. Рабинович, отказавшийся от традиционного показа книг в громоздких библиотечных витринах-шкафах и предложивший разнообразное и конструктивно решённое оборудование: настенные витрины-стеллажи, напольные наклонные витрины, пристенные вертушки.
Временный павильон не был рассчитан на долгий срок эксплуатации. Однако после завершения Всемирной выставки он был подарен советской стороной французским профсоюзам, разобран и вновь построен на авеню Матюрен Моро. Здание бывшего павильона СССР стало профсоюзным клубом и просуществовало до начала 1950-х, занимая часть участка, на котором затем было построено здание ЦК Французской компартии (арх. О. Нимейер, 1966—1971).

### Советские экспозиции в Гран-Пале
В залах Гран-Пале, где демонстрировались многие тематические секции международной конкурсной программы, советским экспонентам предоставили несколько залов общей площадью около 500 квадратных метров.
В секции «Архитектура» были выставлены макет саркофага для Мавзолея В. И. Ленина, разработанный К. С. Мельниковым, макеты Памятника III Интернационала В. Е. Татлина и Памятника 26 бакинским комиссарам Г. Б. Якулова и А. В. Щуко, проект ВСХВ 1923 года И. В. Жолтовского, проекты Ассоциации новых архитекторов, братьев Весниных и другие работы.
Одним из самых заметных явлений советского искусства на Всемирной выставке, наряду с павильоном Мельникова, стал театральный раздел СССР. Экономия средств не позволила осуществить запланированные выступления советских театральных коллективов в Париже и лимитировала количество отправляемых на выставку экспонатов. Экспертно-приёмочная комиссия театрального раздела (Д. П. Штеренберг, В. Э. Мориц, Г. Б. Якулов, И. М. Рабинович) отбирала макеты и эскизы декораций, костюмов, сами костюмы, афиши, фотоматериалы, охватывавшие достижения советского театра 1917—1925 годов: в итоге в каталог вошло 305 экспонатов. Но и в сокращённом составе театральная экспозиция СССР, произвела на выставке значительное впечатление. В ней были представлены Большой, Малый, Камерный, Театр Мейерхольда, Музыкальная студия МХТ, Вторая студия МХТ, Студия имени Вахтангова, ГОСЕТ, Театр Революции, ленинградские ТЮЗ и Драматический театр, киевский «Березиль», Грузинский театр имени Шота Руставели и многие другие.
Отдельный раздел советской экспозиции в Гран-Пале «Кустари» был посвящён народным промыслам и игрушке; по соседству с ним в витринах демонстрировались сервизы и пластика Ленинградского фарфорового завода, треста «Новгубфарфор» (бывшего фарфорового завода М. С. Кузнецова на Волхове), Дулёвского и Дмитровского заводов — с новаторскими решениями в росписи, включая работы С. В. Чехонина, Н. Я. Данько, супрематические образцы К. С. Малевича и художников его круга.

### Участие советского раздела на эспланаде Инвалидов
Помимо национального павильона и экспозиций Большого дворца, раздел СССР был представлен и на левом берегу Сены. В небольшом помещении одной из галерей эспланады Инвалидов экспонировались макет избы-читальни на 250 человек, спроектированной А. М. Лавинским (макет был изготовлен в мастерских ВХУТЕМАСа), и фрагмент интерьера «Рабочего клуба», разработанного А. М. Родченко. Там же, на эспланаде, в скверах-кэнконсах были размещены 12 киосков Торгового сектора СССР, построенные по проекту К. С. Мельникова и расписанные художниками А. А. Экстер и В. С. Бартом; в киосках осуществлялась розничная продажа художественной продукции советских организаций-экспонентов выставки: фарфор, книги, ковры, вышивки, кружева.

### Издательская деятельность
К выставке Государственная академия художественных наук подготовила два издания на французском языке с обложками А. М. Родченко: выпущенный в Москве сборник статей «L’Art décoratif U.R.S.S. Moscou—Paris, 1925» («Декоративное искусство СССР. Москва—Париж 1925») и напечатанный в Париже каталог советского раздела «Exposition de 1925. Section URSS, catalogue. Paris, 1925». Сборник со статьями П. С. Когана, О. Д. Каменевой, А. В. Луначарского, В. А. Никольского, Я. А. Тугенхольда, Н. Д. Бартрама, Д. Е. Аркина, А. М. Эфроса, Д. П. Штеренберга и других авторов содержит 62 иллюстрации в тексте и на вкладках. Ещё 34 иллюстрации помещены единым блоком в каталоге.
Экспозиции, размещённые в павильоне СССР представлены в каталоге описательными статьями без перечисления экспонатов. Экспозиции в Гран-Пале, помимо общих текстов, сопровождены и собственно каталожной информацией с именами экспонентов и названиями экспонатов: как в смешанном составе (зал с макетами памятников, скульптурой, текстилем), так и по тематическим секциям — «Архитектура», «Фотография», «Искусство графики», «Искусство книги», «Кино», «ВХУТЕМАС», «Кустари», «Фарфор», «Гознак». Наиболее подробную информацию содержит каталожный раздел «Театр», сгруппированный по работам сценографов. Отдельные статьи посвящены проектам «Рабочий клуб» и «Изба-читальня», показанным в галерее эспланады Инвалидов; подробно представлена номенклатура изделий, предложенных посетителям выставки в киосках Госторга.

### Достижения советских экспонентов
Несмотря на небольшое общее количество конкурсных наград, полученных участниками советского раздела выставки — менее 200 из более чем 8000 присуждённых (необходимо учитывать, что представители СССР принимали участие лишь в половине классов конкурсной программы) — советские экспоненты внесли заметный вклад в формирование новых направлений искусства. Павильон Константина Мельникова был оценён специалистами разных стран как одно из высших художественных достижений Всемирной выставки, «Русский театр вслед за литературой и музыкой стал явлением мировой культуры». Закономерное признание получило и традиционное народное творчество — от живописцев Палеха до мастеров кустарной игрушки.
Неожиданный успех в столице мировых мод пришёл к одежде русского модельера Надежды Ламановой: за коллекцию её платьев высшую награду — Гран При — получила посредническая организация Мосэкуст (Московская кустарно-экспортная контора) , автор моделей была удостоена Почётного диплома, второй по значимости награды.
Два из девяти Гран При, доставшихся советскому разделу, были присуждены персонально — художникам книги Алексею Кравченко (ксилографии к гоголевскому «Портрету», 1923) и Владимиру Фаворскому (среди его работ — «Мнимости в геометрии» П. А. Флоренского, 1922). Сергей Чехонин был удостоен золотых медалей как книжный график и за росписи по фарфору.
Проект «Рабочего клуба», книжная и плакатная графика Александра Родченко были оценены в каждом классе, но сдержано — тремя серебряными медалями. Один из лидеров советского конструктивизма Владимир Татлин не получил награды за макет своей Башни, зато макет памятника 26 бакинским комиссарам Якулова-Щуко был удостоен золотой медали для Владимира Щуко и почётного диплома для Георгия Якулова (вне конкурса, как члену жюри секций «Архитектура»). Якулов получил ещё один почётный диплом (вне конкурса, как член жюри секции «Театральное искусство»), за макет к спектаклю Камерного театра «Жирофле-Жирофля» (1922), а С. П. Дягилев, восхищённый советской театральной экспозицией, в июле, в разгар выставки, заказал ему сценографию для своего нового «большевистского» балета (поставлен в 1927 году под названием «Стальной скок»).

## Павильоны других государств
Павильоны участников Всемирной выставки 1925 года продемонстрировали два основных направления архитектуры 1920-х годов: большинство зданий были выдержаны в богатых, зачастую тяжеловесных монументальных формах, с многочисленными чертами стилизаторства и подчёркнутым вниманием к декору; меньшую группу составляли постройки простых, строго геометризированных форм, в которых декор решительно уступал место функционализму.
В русле первой тенденции развивалась стилистическая линия ар деко, классическим образцом которой стал Павильон коллекционера, созданный по проекту Ж.-Э. Рульмана.
|  |  |

Вторая тенденция нашла выражение в архитектуре павильона СССР и одного из сооружений хозяев выставки — павильона журнала «L’Esprit Nouveau» («Новый дух»), спроектированном Ле Корбюзье и П. Жаннере и построенном в ландшафтном секторе выставочного раздела «Искусство театра, улицы и сада» у Гран-Пале. «Эспри Нуво» представлял собой унифицированный модуль с двухуровневой жилой ячейкой, предназначенный как для постройки отдельного дома-виллы с крышей-террасой, так и для серийного производства в сборке разнообразных по конфигурации многоэтажных домов. К павильону примыкал цилиндрический зал, где экспонировались два варианта градостроительного проекта Ле Корбюзье: «План современного города с численностью населения 3 млн. человек» (1922) и его вторая версия, называвшаяся «План Вуазен» (1925).
|  |  |

Крупные декоративные проекты на выставке осуществил французский скульптор и живописец Ф. Леже (золотая медаль по классу архитектуры). Высокую оценку получили также выставочные павильоны туризма (архитектор Р. Малле-Стивенс), выставочный центр (О. Перре), вход со стороны площади Согласия (П. Пату), электрическая декорация фонтанов (Р. Лалик).
- Общий вид выставки на Мост Александра III и эспланаду Инвалидов
- Общий вид от эспланады Инвалидов к мосту Александра III
- Бельгийский павильон Виктора Орта
- Шведский павильон Карла Бергстена
- Датский павильон фарфора и фаянса
- Голландский павильон
- Итальянский павильон Армандо Бразини
- Британский павильон Истона и Робертсона
- Польский павильон Юзефа Чайковского
- Японский павильон Сихигоро Ямада и Ивакихи Миямото